# Colus hunkinsi
Colus hunkinsi är en snäckart som beskrevs av A. H. Clarke 1962. Colus hunkinsi ingår i släktet Colus och familjen valthornssnäckor. Inga underarter finns listade i Catalogue of Life.